# Schip van Blaauw

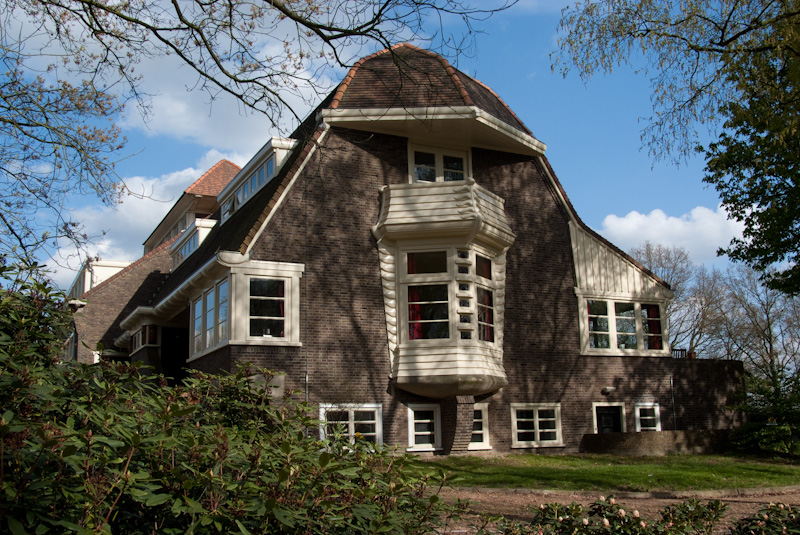
Het Schip van Blaauw professorwoning.

Het Schip van Blaauw is het voormalige Laboratorium voor Plantenfysiologie van de Landbouwhogeschool Wageningen. Het in 1919-1920 naar ontwerp van Cornelis Jouke Blaauw gebouwde complex heeft de status van rijksmonument.

## Plan
In 1917 werd Anton Hendrik Blaauw (niet te verwarren met de architect C.J. Blaauw, en geen familie) benoemd aan de Landbouwhogeschool Wageningen. Op 8 november 1918 liet deze weten dat het huidige laboratorium niet voldeed en dat een modern laboratorium voor plantenfysiologie noodzakelijk was. Ook wenste hij over een eigen woning in dit laboratorium te kunnen beschikken. In maart 1919 stelde A.H. Blaauw nauwkeurige plannen op voor het te bouwen laboratorium. Als architect voor de bouw werd Cornelis Jouke Blaauw gevraagd. C.J. Blaauw had in 1917 drie villa's gebouwd in het Park Meerwijk te Bergen in de stijl van de Amsterdamse School. De keuze voor C.J. Blaauw liep via de Rijksgebouwendienst. A.H. Blaauw moest veel moeite doen om zijn plan voor een woning bij het laboratorium gerealiseerd te krijgen. Hij stelde dat dit nodig was om ook 's avonds met experimenten te kunnen doorgaan en om regelmatig de temperatuur te kunnen controleren, die constant moest blijven met het oog op de voorgenomen proefnemingen.

## Bouw
In 1919 werd begonnen met de bouw van het laboratorium, dat later de naam Schip van Blaauw zou krijgen. De bouw werd met aandacht door de Wageningse bevolking gevolgd. Toen in 1922 de bouw, door vertragingen later dan verwacht, voltooid was, stelde A.H. Blaauw het laboratorium open ter bezichtiging. De officiële openingsplechtigheden gingen niet door vanwege gezondheidsproblemen van A.H. Blaauw. In 1923 werd in het tijdschrift Wendingen uitgebreid aandacht besteed aan het oeuvre van C.J. Blaauw. Ook het Schip van Blaauw kwam daarin ruim aan bod.

## Onderzoek
Al snel werden resultaten geboekt bij het onderzoek naar de groei van planten bij constante temperaturen. Het bleek mogelijk bloemen en gewassen later of eerder te laten uitkomen en tot bloei te laten komen. In 1925 kwam A.H. Blaauw met het verzoek voor de aanbouw van een gekoelde ruimte, waar een temperatuur van 9-12 graden Celsius zou moeten heersen. Het onderzoeken in deze koelruimtes legde de basis voor verlenging van de houdbaarheid door het gekoeld bewaren van bloemen en groenten.. In de Tweede Wereldoorlog overleed A.H. Blaauw. Zijn plaats in het laboratorium werd overgenomen door dr. E.C. Wassink. Wassink verschoof het onderzoek van fototropie naar fotosynthese. Hij onderzocht onder meer de mogelijkheden om door middel van massacultuur van algen zonlicht op te slaan. Anders dan Blaauw maakte Wassink veel gebruik van de ambtswoning.